# Justin Roiland
Mark Justin Roiland (Stockton (Californië), 21 februari 1980) is een Amerikaans (stem)acteur, animator, scenarist, producent en regisseur.
Samen met Dan Harmon is hij de bedenker van de animatieserie Rick and Morty, waarin hij onder meer de beide titelpersonages van stem voorziet. De serie is gebaseerd op een korte parodie op Back to the Future die Roiland ooit voor het filmfestival Channel 101 maakte. Daarnaast verleende hij zijn stem aan Oscar in Fish Hooks, Earl of Lemongrab in Adventure Time en Blendin Blandin in Gravity Falls.